# Никольское 2-е сельское поселение
Никольское 2-е сельское поселение — упразднённое муниципальное образование в Воробьёвском районе Воронежской области.
Административный центр — село Никольское 2-е.

## История
Законом Воронежской области от 2 марта 2015 года № 18-ОЗ, Краснопольское, Никольское 1-е сельское поселение и Никольское 2-е сельские поселения объединены во вновь образованное муниципальное образование — Никольское 1-е сельское поселение с административным центром в селе Никольское 1-е

## Административное деление
Состав поселения:
- село Никольское 2-е.